# Принцесата булка
„Принцесата булка“ (на английски: The Princess Bride) е американски детски филм на режисьора Роб Райнър. Филмът е базиран на едноименния роман на Уилям Голдман от 1973 г. Успехът на филма в бокс офиса е посредствен, но с течение на времето „Принцесата булка“ се превръща в култов.

## Резюме на филма
Един дядо чете роман на болния си внук; в началото внукът омаловажава историята, но постепенно се увлича. Книгата разказва за младата Бътъркъп, която живее в кралство Флорин, и любовта ѝ към работника от фермата Уестли. Уестли отплава по море, но е смятан за мъртъв, затова Бътъркъп неохотно се сгодява за принц Хъмпърдинк. Бътъркъп е отвлечена от трима разбойници; те са преследвани от маскиран мъж.
Оказва се, че маскираният мъж всъщност е Уестли, който преодолява опасни препятствия, за да спаси Бътъркъп. Но е заловен от Хъмпърдинк и измъчван. Бътъркъп вярва на обещанието на Хъмпърдинк, че ще намери Уестли; всъщност обаче Хъмпърдинк планира да го убие.
С помощта на Фезик и Иниго Уестли се освобождава и те нападат замъка в деня на сватбата. Иниго убива Рюген, мъжът с шестте пръста, за да отмъсти за смъртта на баща си. Уестли спасява Бътъркъп и двамата бягат заедно. Те побеждават Хъмпърдинк и Уестли и Бътъркъп изживяват любовта си.
Внукът с нетърпение очаква да чуе историята отново, а дядото се съгласява с „Както желаеш“.